# Christopher McDonald
Pour les articles homonymes, voir McDonald.
Christopher McDonald, né le 15 février 1955 à New York, est un acteur américain.

## Biographie
Christopher McDonald est né le 15 février 1955 à New York. Ses parents sont James R. McDonald, éducateur, et Patricia McDonald, agente immobilier.
Il a une sœur et un frère, Daniel McDonald (1960 - 2007), qui était aussi acteur.

### Vie privée
Il est marié à Lupe Gidley depuis 1992. Ils ont quatre enfants : Jackson Riley McDonald (né en 1990), Hannah Elizabeth McDonald (née en 1993) Rosie McDonald (née en 1996) et Ava Catherine (née en 2001).

## Filmographie

### Cinéma

#### Longs métrages
- 1980 : Le corbillard (The Hearse) de George Bowers : Pete
- 1982 : Grease 2 de Patricia Birch : Goose McKenzie
- 1984 : Le Train de Chattanooga (Chattanooga Choo Choo) de Bruce Bilson : Paul
- 1984 : Où sont les mecs ? (Where the Boys Are) d'Hy Averback : Tony
- 1984 : Break Street 84 (Breakin') de Joel Silberg : James
- 1984 : Black Room d'Elly Kenner et Norman Thaddeus Vane : Terry
- 1985 : De sang-froid (The Boys Next Door) de Penelope Spheeris : Inspecteur Mark Woods
- 1987 : Une chance pas croyable (Outrageous Fortune) d'Arthur Hiller : George
- 1988 : Cool Blue de Mark Mullin et Richard Shepard : Peter Sin
- 1988 : Paramedics de Stuart Margolin : Mike
- 1989 : Le Ciel s'est trompé (Chances Are) d'Emile Ardolino : Louie Jeffries
- 1990 : Schizo (Playroom) de Manny Coto : Chris
- 1991 : Thelma et Louise (Thelma & Louise) de Ridley Scott : Darryl Dickinson
- 1991 : Sacré Sale Gosse (Dutch) de Peter Faiman : Reed Standish
- 1992 : Wild Orchid II : Two Shades of Blue de Zalman King : Sénateur Dickson
- 1993 : Mon fils est-il un assassin ? (Conflict of Interest) de Gary Davis : Mickey Flannery
- 1993 : Fatal Instinct de Carl Reiner : Frank Kelbo
- 1993 : Les Grincheux (Grumpy Old Men) de Donald Petrie : Mike
- 1993 : Au bénéfice du doute (Benefit of the Doubt) de Jonathan Heap : Dan
- 1993 : Cover Story de Gregg Smith : Sam Sparks
- 1993 : Bums d'Andy Galler : Sergent Andrew Holloman
- 1994 : Mon ami Dodger (Monkey Trouble) de Franco Amurri : Tom
- 1994 : The Road Killers de Deran Sarafian : Glen Lerolland
- 1994 : Terminal Velocity de Deran Sarafian : Kerr
- 1994 : Quiz Show de Robert Redford : Jack Barry
- 1995 : Fair Game d'Andrew Sipes : Lieutenant Meyerson
- 1995 : Best of the Best 3: No Turning Back de Phillip Rhee : Sheriff Jack Banning
- 1996 : Mémoires suspectes (Unforgettable) de John Dahl : Stewart Gleick
- 1996 : Happy Gilmore de Dennis Dugan :Shooter McGavin
- 1996 : Sombres Soupçons (The Rich Man's Wife) d'Amy Holden Jones : Tony Potenza
- 1996 : Jaded de Caryn Krooth : Jack Carlson
- 1996 : Kid... napping ! (House Arrest) d'Harry Winer : Donald Krupp
- 1996 : Celtic Pride de Tom DeCerchio : Coach Kimball
- 1997 : Petit Poucet l'espiègle (Leave It to Beaver) d'Andy Cadiff : Ward Cleaver
- 1997 : Flubber de Les Mayfield : Wilson Croft
- 1997 : Lawn Dogs de John Duigan : Morton Stockard
- 1997 : A Smile Like Yours de Keith Samples (en) : Richard Halstrom
- 1998 : Sale Boulot (Dirty Work) de Bob Saget : Travis Cole
- 1998 : SLC Punk ! de James Merendino : Le père de Stevo
- 1998 : The Faculty de Robert Rodríguez : Frank Connor
- 1998 : Le 18ème ange (The Eighteenth Angel) de William Bindley : Hugh Stanton
- 1999 : Le Géant de fer (The Iron Giant) de Brad Bird : Kent Mansley (voix)
- 1999 : La femme de mon prof (My Teacher's Wife) de Bruce Leddy : Roy Mueller
- 1999 : Five Aces de David Michael O'Neill : Ash Gray
- 1999 : Gideon (en) de Claudia Hoover : Alan Longhurst
- 2000 : The Skulls : société secrète (The Skulls) de Rob Cohen : Martin Lombard
- 2000 : Isn't She Great d'Andrew Bergman : Brad Bradburn
- 2000 : Cybertraque (Takedown) de Joe Chappelle : Agent Mitch Gibson
- 2000 : Requiem for a Dream de Darren Aronofsky : Tappy Tibbons
- 2000 : En pleine tempête (The Perfect Storm) de Wolfgang Petersen : Todd Gross
- 2000 : Magicians de James Merendino : Jake
- 2001 : The Barber (The Man Who Wasn't There) de Joel et Ethan Coen : Un vendeur
- 2001 : Théorie de la classe de loisir (The Theory of the Leisure Class) de Gabriel Bologna : Buddy Barnett
- 2002 : Speakeasy de Brendan Murphy : Dr Addams
- 2002 : Spy Kids 2 : Espions en Herbe (Spy Kids 2 : Island of Lost Dreams) de Robert Rodríguez : Le Président des États-Unis
- 2002 : Children On Their Birthdays de Mark Medoff : Speedy Thorne
- 2003 : Grind de Casey La Scala : Mr Rivers
- 2005 : Broken Flowers de Jim Jarmusch : Ron
- 2005 : La rumeur court... (Rumor Has It…) de Rob Reiner : Roger McManus
- 2005 : Mi-temps au mitard (The Longest Yard) de Peter Segal : L'ami du directeur du pénitencier
- 2005 : The L.A. Riot Spectacular de Marc Klasfeld : Officer Koon
- 2006 : American Pie Présente : String Academy (American Pie Presents : The Naked Mile) de Joe Nussbaum (en) : Harry Stifler
- 2006 : American Pie Présente : Campus en folie American Pie Presents : Beta House) d'Andrew Waller : Harry Stifler
- 2006 : Funny Money de Leslie Greif : Vic
- 2007 : Awake de Joby Harold : Dr Larry Lupin
- 2007 : My Sexiest Year d'Howard Himelstein : Jake adulte
- 2007 : Kickin' It Old Skool d'Harvey Glazer : Marty Schumacher
- 2008 : Super Héros Movie (Superhero Movie) de Craig Mazin : Lou Landers / Hourglass
- 2008 : Super blonde (The House Bunny) de Fred Wolf : Dean Simmons
- 2008 : Fanboys de Kyle Newman : « Big Chuck » Bottler
- 2008 : Mad Money de Callie Khouri : Bryce Arbogast
- 2008 : An American Carol de David Zucker : Le superviseur au laboratoire
- 2008 : Player 5150 de David Michael O'Neill : Tony Moffit
- 2009 : Hot Babes (Deep in the Valley) de Christian Forte : Jim
- 2009 : Spooner de Drake Doremus : Dennis Spooner
- 2009 : Reunion d'Alan Hruska : Eamon
- 2009 : Splinterheads de Brant Sersen : Sergent Bruce Mancuso
- 2010 : Barry Munday de Chris D'Arienzo : Dr Preston Edwards
- 2010 : Black Widow de Mark Roemmich : Steve
- 2010 : The Best and the Brightest de Josh Shelov : Le joueur
- 2010 : Refuge de Mark Medoff : Jack Phillips
- 2011 : Cat Run de John Stockwell : Bill Krebb
- 2011 : Balls to the Wall de Penelope Spheeris : Mr Matthews
- 2011 : The Brooklyn Brothers (Brooklyn Brothers Beat the Best) de Ryan O'Nan : Jack
- 2011 : Adventures of Serial Buddies de Keven Undergaro : Père Christopher
- 2012 : The Collection de Marcus Dunstan : Mr Peters
- 2012 : Grassroots de Stephen Gyllenhaal : Jim Tripp
- 2012 : Not Fade Away de David Chase : Jack Dietz
- 2014 : About Last Night de Steve Pink : Casey McNeil
- 2014 : Believe Me de Will Bakke : Ken
- 2014 : Pretty Perfect d'York Alec Shackleton : Max
- 2014 : Being American de Fatmir Doga : Mark
- 2015 : Sex Addiction (Zipper) de Mora Stephens : Peter Kirkland
- 2015 : Suspicions (Exposed) de Gee Malik Linton : Lieutenant Galway
- 2015 : Don't Worry Baby de Julian Branciforte : Harry Lang
- 2015 : The Squeeze de Terry Jastrow : Riverboat
- 2015 : Soul Ties de Victor Hobson et Tee Ashira : Sydney
- 2017 : Jekyll Island (The Crash) d'Aram Rappaport : Richard Del Banco
- 2017 : L.A. Rush (Once Upon a Time in Venice) de Mark et Robb Cullen : Mr Carter
- 2017 : A Conspiracy on Jekyll Island (The Crash) d'Aram Rappaport : Del Banco
- 2017 : The Tank de Kellie Madison : Lawson
- 2018 : Backtrace de Brian A. Miller : Franks
- 2019 : Wetlands d'Emanuele Della Valle : Paddy Sheehan
- 2019 : Deep Murder de Nick Corirossi : Richard Dangler
- 2020 : C'est nous les héros (We Can Be Heroes) de Robert Rodriguez : Président Neil Anami
- 2021 : Walking with Herb de Ross Kagan Marks : Wiley
- 2021 : Land of Dreams de Shoja Azari et Shirin Neshat : Blair / Bob
- 2022 : Rosaline de Karen Maine : Lord Capulet
- 2024 : Le Flic de Beverly Hills : Axel F. (Beverly Hills Cop: Axel F) de Mark Molloy : le golfeur en colère (caméo)
- 2025 : Happy Gilmore 2 de Kyle Newacheck : Shooter McGavin

#### Courts métrages
- 1993 : Anyone for Bridge ? de William Lorton : Un passant sur le pont
- 2014 : You've Got to be Kidding d'Hannah McDonald : L'éboueur
- 2016 : Fish Food de Jarvis Greiner : Red Raines (voix)
- 2016 : Gentlemen Only Ladies Forbidden : Puddy McFadden License to Golf de David Michael O'Neill : Puddy McFadden

### Télévision

#### Séries télévisées
- 1981 : Insight : Jerry Curry
- 1982 : Cheers : Rick Walker
- 1983 : Loterie (Lottery!) : Peter
- 1984 : Call to Glory : Major Tim O'Reilly
- 1984 / 1986 : Riptide : Dennis / Johnny
- 1985 : Rick Hunter (Hunter) : Sonny Dupree
- 1985 : K 2000 : Joe Flynn
- 1985 : It's a Living : Alexi
- 1986 : La Cinquième Dimension (The Twilight Zone) : Le livreur
- 1986 : 1st & Ten : Un détective
- 1986 / 1989 : Matlock : Eric Lane / David Channing
- 1987 : Le Magicien (The Wizard) : Paige
- 1987 : Our House : Mr Tollfeson
- 1987 : Police 2000 (The Highwayman) : Joshua Towler
- 1989 : Le Cavalier solitaire (Paradise) : Dexter
- 1990 : Star Trek : La Nouvelle Génération (Star Trek : The Next Generation) : Lieutenant Richard Castillo
- 1990 - 1991 : La Maison en folie (Empty Nest) : Nick Todd
- 1991 - 1992 : Walter & Emily : Matt Collins
- 1992 : Papa bricole (Home Improvement) : Stu Culter
- 1993 : Good Advice : Joey
- 1996 : Superman, l'Ange de Metropolis (Superman: The Animated Series) : Jor-El (voix)
- 1997 : Gun : Lutz
- 1997 - 1999 : Les Dessous de Veronica (Veronica's Closet) : Bryce Anderson
- 1999 - 2002 : Associées pour la loi (Family Law) : Rex Weller
- 2000 : Batman, la relève (Batman Beyond) : Clark Kent / Superman (voix)
- 2002 : La Treizième Dimension (The Twilight Zone) : Rick
- 2003 : FBI : Portés disparus (Without a Trace) :
- 2004 : La Ligue des justiciers (Justice League Unlimited) : Jor-El (voix)
- 2004 : North Shore : Hôtel du Pacifique (North Shore) : Walter Booth
- 2004 - 2006 : Cracking Up : Ted Shackleton
- 2004 / 2007 : Kim Possible : Hego (voix)
- 2005 : Fat Actress : Jimmy
- 2006 : Las Vegas : Le kidnappeur
- 2006 : Twins : Terry
- 2006 / 2011 : New York, section criminelle (Law and Order : Criminal Intent) : Declan Pace / Evan Korman
- 2007 : Médium : Gregory King
- 2007 : Les Soprano (The Sopranos) : Eddie Dunne
- 2007 : The Bronx Is Burning : Joe DiMaggio
- 2008 : Psych : Enquêteur malgré lui (Psych) : Paul Haversham
- 2008 : My Boys : George Newman
- 2009 : New York, police judiciaire (Law and Order) : John Jay McIntyre
- 2009 : Numbers : Frank Thompson
- 2009 : Stargate Universe : Alan Armstrong
- 2010 - 2012 : Boardwalk Empire : Harry Daugherty
- 2010 / 2012 : Ben 10 : Ultimate Alien : Capitaine Nemesis (voix)
- 2012 : La Loi selon Harry (Harry's Law) : Tommy Jefferson
- 2012  - 2013 : Happy Endings : Mr Kerkovich
- 2013 : Body of Proof : Gerry Roberts
- 2013 - 2014 : Kristie : Jeffrey Sheppard
- 2014 : Prenez garde à Batman ! (Beware the Batman) : Harvey Dent / Le trafiquant d'armes (voix)
- 2014 : Ben 10 : Omniverse : Capitaine Nemesis (voix)
- 2014 : Regular Show : Carl Putter (voix)
- 2015 : The League : Juge Hardy
- 2015 : Texas Rising : Henry Karnes
- 2015 - 2016 : The Good Wife : Juge Don Schakowsky
- 2015 - 2017 / 2019 : Ballers : Le propriétaire des Dallas Cowboys
- 2017 : New York, unité spéciale (Law and Order : Special Victims Unit) : Harold Coyle
- 2017 : Great News : Len
- 2017 - 2018 : Gone : Le pasteur
- 2018 : Superior Donuts : Ted
- 2018 : Living Biblically : Ron Curry
- 2018 : Sideswiped : Mark
- 2018 : Rob Riggle's Ski Master Academy : Jim Bassman
- 2018 - 2020 : The Real Bros of Simi Valley : Carl Surf
- 2019 : Costume Quest : Bob Dickerson (voix)
- 2019 - 2020 : Mr. Iglesias : Coach Dixon
- 2021 : American Crime Story : Bob Bennett
- 2021 : Search Party : Bill
- 2021 - 2022 : Hacks : Marty
- 2022 : The Watcher : Détective Rourke Chamberland

#### Téléfilms
- 1978 : Getting Married de Steven Hilliard Stern : Usher
- 1981 : Twirl de Gus Trikonis : Buddy Butler
- 1986 : Triplecross de David Greene : Steve Tyler
- 1987 : Eight Is Enough : A Family Reunion d'Harry Harris (en) : Jeb
- 1988 : La force de l'amour (Little Girl Lost de Sharron Miller : Wolff
- 1989 : An Eight Is Enough Wedding de Stan Lathan : Jeb
- 1991 : Fatal Exposure d'Alan Metzger : Robert Parker
- 1991 : Red Wind d'Alan Metzger : Victor Lange
- 1993 : Manipulation meurtrière (Telling Secrets) de Marvin J. Chomsky : Terry Kelsey
- 1993 : Banner Times de Lee Shallat Chemel
- 1994 : La cavale infernale (Another Midnight Run) de James Frawley : Jack Walsh
- 1994 : Une mission d'enfer (Midnight Runaround) de Frank De Palma : Jack Walsh
- 1994 : L'amour poursuite (Midnight Run for Your Life) de Daniel Sackheim : Jack Walsh
- 1995 : Pilotes de choix (The Tuskegee Airmen) de Robert Markowitz : Major Joy
- 1996 : Superman: The Last Son of Krypton de Curt Geda, Scott Jeralds, Dan Riba et Bruce W. Timm : Jor-El (voix)
- 1997 : Mort sur le toit du monde (Into Thin Air : Death on Everest) de Robert Markowitz : Jon Krakauer
- 2001 : 61* de Billy Crystal : Mel Allen
- 2007 : Shérif, fais-moi peur : naissance d'une légende (The Dukes of Hazzard: The Beginning) de Robert Berlinger : Jefferson Davis « Boss » Hogg
- 2011 : Lemonade Mouth de Patricia Riggen : Principal Stanley Brenigan

## Voix francophones
En France, Jean-Louis Faure était la voix régulière de Christopher McDonald
En France
| - Jean-Louis Faure(*1953 - 2022) dans : - North Shore : Hôtel du Pacifique (série télévisée) - Las Vegas (série télévisée) - Stargate Universe (série télévisée) - Psych : Enquêteur malgré lui (série télévisée) - La Loi selon Harry (série télévisée) - About Last Night - Suspicions - The Good Wife (série télévisée) - Philippe Catoire dans (les séries télévisées) : - Les Dessous de Veronica - La Treizième Dimension - Numb3rs - Ballers - Jérôme Keen dans : - Happy Gilmore - C'est nous les héros - Happy Gilmore 2 - Henri Courseaux dans : - Grease 2 - En pleine tempête - Michel Papineschi dans : - Le Train de Chattanooga - Le Ciel s'est trompé - Jean-François Vlérick dans : - Une chance pas croyable - The Watcher (mini-série) - François Leccia (*1948 - 2009) dans : - Flubber - Petit Poucet l'espiègle - Hervé Jolly dans : - Associés pour la loi (série télévisée) - Cybertraque - Jean Barney dans (les séries télévisées) : - Médium - Mr. Iglesias | - Bernard Lanneau dans : - Hacks (série télévisée) - Rosaline - Bernard Métraux dans : - American Pie : Campus en folie - Body of Proof (série télévisée) Et aussi - Bertrand Farge dans Thelma et Louise - Emmanuel Jacomy dans Fatal Instinct - Olivier Hémon (*1950 - 2022) dans Quiz Show - Bruno Carna (*1959 - 2012) dans Sombres Soupçons - Bernard Gabay dans Mort sur le toit du monde (téléfilm) - Pierre Dourlens dans The Faculty - François Dunoyer dans Sale boulot - Pierre-François Pistorio dans Le Géant de fer (voix) - Patrick Guillemin (*1950 - 2011) dans Requiem for a Dream - Jean-Pascal Quilichini dans La rumeur court… - Yves-Marie Maurin (*1944 - 2009) dans Broken Flowers - Régis Reuilhac dans American Pie : String Academy - Georges Caudron dans Awake - Gabriel Le Doze dans Super Héros Movie - François Jérosme dans Super blonde - Christian Ruché (*1948 - 2010) dans Fanboys - Erwin Grünspan (*1973 - 2021) dans Lemonade Mouth (téléfilm) - Bernard Alane dans New York, section criminelle (série télévisée) - Philippe Roullier dans Sex Addiction - Gérard Darier dans L.A. Rush - Franck Dacquin dans Backtrace - Philippe Vincent dans American Crime Story (série télévisée) - Antoine Nouel dans Le Flic de Beverly Hills : Axel F. |